# BMW R5

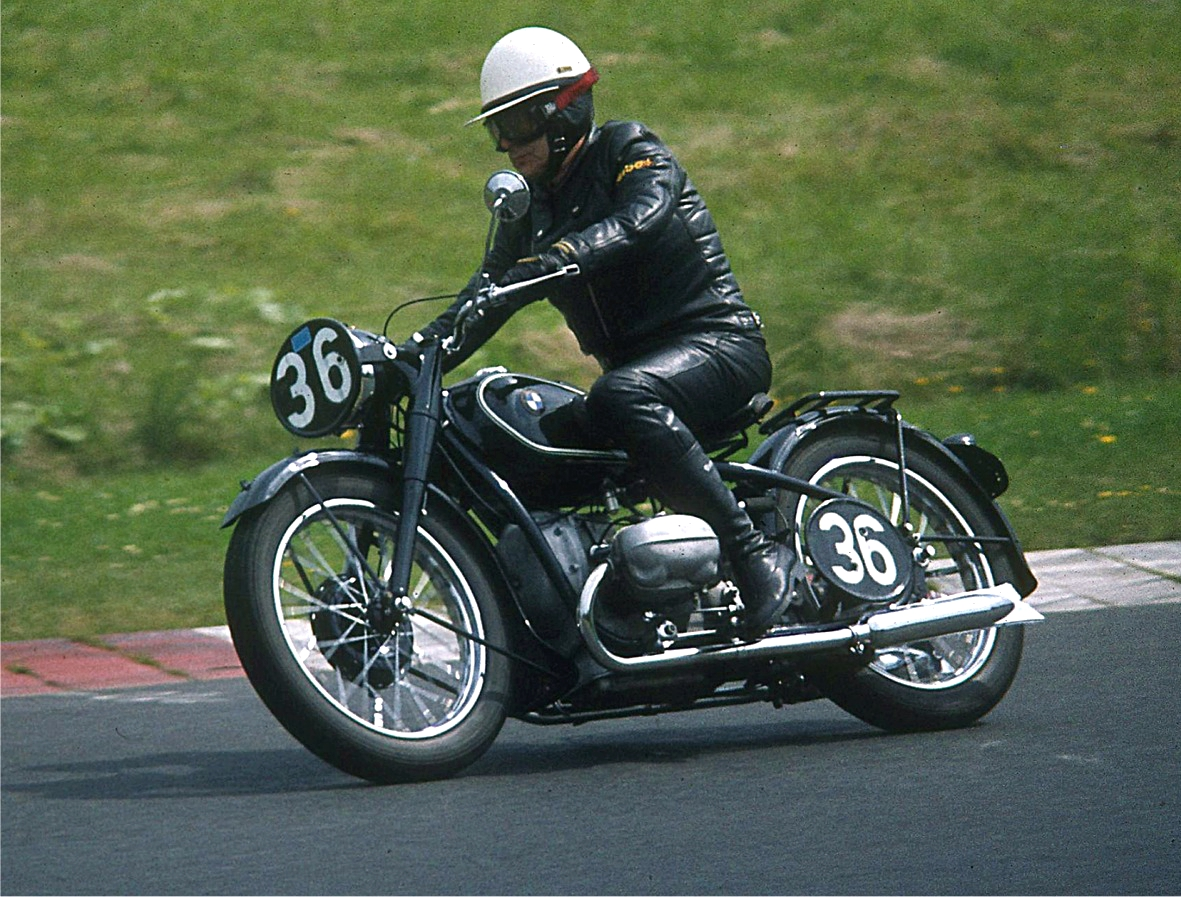
Nürburgring 1979

De BMW R 5 is een motorfiets van het merk BMW.

## Voorgeschiedenis
In 1929 was BMW voor haar tweecilinders overgestapt van 500- naar 750 cc. Er werden steeds series van twee motorfietsen uitgebracht: een toermodel met zijklepmotor en een sportmodel met kopklepmotor. Er werd altijd gewerkt volgens het "Baukastensystem", waardoor zo veel mogelijk onderdelen uitwisselbaar waren. In hetzelfde jaar stapte men over van buisframes naar geklonken plaatframes. Toch was goed te zien dat de eerste BMW, de R 32 uit 1923 een goede basis had gelegd voor de toekomst. Alle BMW's, inclusief de eencilinders, droegen tot 1936 de basiskenmerken van deze motor. In mei 1935 begonnen proeven met een nieuwe racemotor, de RS 500. Deze was voorzien van de nieuwe, hydraulische gedempte telescoopvork, een frame uit konisch getrokken ovale buizen en een nieuwe motor met bovenliggende nokkenassen die door koningsassen werden aangereven. Een compressor zorgde voor extra verbrandingslucht. In juni 1935 werden een aantal van deze machines, zonder compressor, ingezet in de driedaagse "Mittelgebirgsfahrt", een terreinwedstrijd. In het najaar wonnen DKW en BMW samen de "Trophy" bij de zeventiende International Six Days Enduro. Het was duidelijk dat deze machine een goede basis kon worden voor een nieuwe sportmotor.

## R 5
In januari 1936, met het verschijnen van de R 5, werden echter flinke vernieuwingen doorgevoerd. Om te beginnen ging men terug naar 500cc. Het "zustermodel", de R 6, kreeg echter niet dezelfde motor in zijklepuitvoering, maar een 600cc zijklepmotor. Zo ontstond toch weer een "paar", de R 5 als sportmotor, de R 6 als toermotor. Bij de ontwikkeling van de R 5 was duidelijk voordeel getrokken uit de RS 500 compressorracer, die een jaar eerder op de circuits was verschenen. De belangrijkste concurrenten in die tijd waren de Zündapp KS 500 en de DKW SB 500. Qua prijs was de DKW in het voordeel: deze kostte slechts 995 Reichsmark, de Zündapp kostte 1.350 RM en de BMW zelfs 1.550 RM. De DKW was echter een 15 pk sterke tweetakt zonder sportieve aspiraties. De Zündapp leverde net als de BMW 24 pk, maar was 20 kilo zwaarder en zag er met zijn plaatframe en trapeziumvork veel ouderwetser uit. De BMW moest vanaf 1937 ook "inleveren" op zijn uiterlijk. Door materiaalschaarste door de groeiende oorlogsindustrie verdween het chroom van de velgen en de uitlaten.

### Rijwielgedeelte
De R 5 had een geheel nieuw, uit ovale buis getrokken dubbel wiegframe, dat stamde van de fabrieksracers uit 1935 en dat tot ver in de jaren vijftig dienst zou doen. Het was gelast volgens een nieuwe methode, die tot dan toe alleen in de vliegtuigindustrie was toegepast, het lassen met atomaire waterstof. Het frame was ook vloeiender van vorm, en de hele motor was slanker en "ronder" vormgegeven dan voorgaande modellen. Het voorspatbord was minder robuust waardoor de motorfiets ook een vlotter uiterlijk kreeg. De machine volgde min of meer de lijnen van de sport- en racemodellen die door de BMW fabrieksrijders en wedstrijden werden ingezet, zoals de WR 750 recordmachine van Ernst Henne en de RS 500 "Grand Prix" motor uit 1935. De telescoopvork had regelbare oliedemping en kwam regelrecht uit de racer. Deze kon zelfs tijdens het rijden ingesteld worden, een principe dat op de dag van vandaag nog zeldzaam is. De ontsteking moest nog met de hand geregeld worden.

### Motor
Zowel motor als versnellingsbak en koppelingshuis waren al van gegoten aluminium, wat een flinke gewichtsbesparing opleverde. Het motorblok was eenvoudig met twee steekassen in het frame gemonteerd, een constructie die het ook nog lang zou volhouden. De kopklepmotor had vanaf nu twee, door kettingen aangedreven nokkenassen, die middels stoterstangen de kleppen bedienden. De bovenliggende nokkenassen en de compressor werden niet van de racer overgenomen. Daarmee was de motorfiets niet alleen onwaarschijnlijk duur geworden, maar hij zou zo veel vermogen ontwikkeld hebben, dat bruikbare banden eenvoudig niet leverbaar waren. Bovendien waren de belangrijkste klanten van BMW nog steeds de overheidsdiensten, die geen belang stelden in een hoogwaardige sportmachine. Daarmee zouden dus ook de verkopen en daarmee het marktaandeel niet wezenlijk groter worden. Omdat voor sportmotoren in die tijd "vierkante" cilindermaten gebruikelijk waren, kreeg de R 5 die ook: boring en slag bedroegen beide 68mm. De machine kreeg wel twee nokkenasen, omdat op die manier de stoterstangen kort konden blijven en een hoger motortoerental mogelijk werd. Om dezelfde reden werden sterkere tuimelaars en haarspeldveren toegepast. In de jaren dertig waren de gebruikelijke tonveren (tonvormige schroefveren) boven 5.000 tpm niet meer betrouwbaar. Het topvermogen van de R 5 lag weliswaar bij 5.500 tpm, maar de constructie liet nu ook de mogelijkheid open om met opgevoerde exemplaren aan wedstrijden deel te nemen. De nokkenasketting vormde de Achilleshiel van de constructie; ze dreef de beide nokkenassen én de boven op de motor liggende gelijkstroomdynamo aan, maar als de kettingspanning te hoog was kreeg de smeerolie geen kans een oliefilm op te bouwen. Als de spanning te laag was sloeg de ketting hard op de tandwielen, met grote slijtage als gevolg. De cilinderkoppen hadden elk een eigen smeersysteem, afzonderlijk van de normale druksmering van de rest van de motor. Een belangrijke vernieuwing was de toepassing van twee afzonderlijke Fischer-Amal valstroomcarburateurs met elk een eigen luchtfilter. Deze "Ohren" luchtfiltertjes (ze leken op oren) werkten echter vooral bij terreinritten niet goed genoeg. Ze werden in 1937 vervangen door een eenvoudig nat luchtfilter dat zich achter op de versnellingsbak bevond. Dit was een stalen zeef die eenvoudig gereinigd kon worden en daarna, met olie ingesmeerd, zijn reinigende werk deed.

### Aandrijflijn
De enkelvoudige droge plaatkoppeling werd bediend met een drukstang die dwars door de hoofdas van de versnellingsbak liep. Dit systeem bleef intact tot in 1996 (R 100 R Mystic). Net als de racemotoren kreeg de R 5 voetschakeling. Dit was de eerste keer dat BMW het toepaste op een straatmotorfiets. Hiernaast kreeg de machine ook nog een korte handpook, waarmee niet alleen "normaal" geschakeld kon worden, maar ook - als bij een auto - elke versnelling, inclusief de vrijstand, direct gekozen kon worden.

### Technische gegevens
| Periode            | 1936-1937                              | 1936-1937                              | 1936-1937                              |
| Categorie          | sportmotor                             | sportmotor                             | sportmotor                             |
| Motortype          | kopklepmotor                           | kopklepmotor                           | kopklepmotor                           |
| Bouwwijze          | langsgeplaatste tweecilinderboxermotor | langsgeplaatste tweecilinderboxermotor | langsgeplaatste tweecilinderboxermotor |
| boring             | 68 mm                                  | 68 mm                                  | 68 mm                                  |
| slag               | 68 mm                                  | 68 mm                                  | 68 mm                                  |
| Cilinderinhoud     | 494 cc                                 | 494 cc                                 | 494 cc                                 |
| Max. Vermogen      | 18 kW/24 pk bij 5.500 tpm              |                                        |                                        |
| Topsnelheid        | 140 km/h                               | 140 km/h                               | 140 km/h                               |
| Aandrijving        | As                                     | As                                     | As                                     |
| Rijwielgedeelte    | dubbel wiegframe, buisframe            | dubbel wiegframe, buisframe            | dubbel wiegframe, buisframe            |
| Drooggewicht       | ca. 165 kg                             | ca. 165 kg                             | ca. 165 kg                             |
| Max. totaalgewicht | 210 kg                                 | 210 kg                                 | 210 kg                                 |
| Voorganger         | geen                                   | geen                                   | geen                                   |
| Opvolger           | R 51                                   | R 51                                   | R 51                                   |